# Filip Majchrowicz
Filip Majchrowicz, né le 9 février 2000 à Olsztyn en Pologne, est un footballeur polonais qui évolue au poste de gardien de but au Górnik Zabrze.

## Biographie

### En club
Né à Olsztyn en Pologne, Filip Majchrowicz est notamment formé par le Stomil Olsztyn puis le Polonia Varsovie avant de rejoindre le KS Cracovie. Il commence toutefois sa carrière au Resovia Rzeszów, où il est prêté le 18 juillet 2019.
Le 31 mars 2021, Filip Majchrowicz s'engage en faveur du Radomiak Radom, signant un contrat courant jusqu'en juin 2022,.
Il fait ses débuts dans l'élite du football polonais le 23 juillet 2021, lors de la première journée de la saison 2021-2022, contre le Lech Poznań. Il est titularisé et les deux équipes se neutralisent ce jour-là sur un score de zéro à zéro. Auteur de prestations convaincantes qui lui valent notamment d'être nommé meilleur jeune du mois de novembre 2021 dans le championnat polonais, avec également six matchs où il garde sa cage inviolée à la mi-saison, Majchrowicz est récompensé par la signature d'un nouveau contrat avec le Radomiak Radom le 21 décembre 2021, le liant au club jusqu'en juin 2024.
Le 26 août 2023, Filip Majchrowicz rejoint la Suède pour s'engager en faveur de l'IK Sirius sous la forme d'un prêt jusqu'à la fin de la saison, soit jusqu'en décembre 2023. Le club dispose d'une option de prolongation et d'achat sur le joueur.
Lors de l'été 2024, Filip Majchrowicz rejoint librement le Górnik Zabrze. Il signe un contrat courant jusqu'en juin 2026, avec une année supplémentaire en option.

### En sélection
En septembre 2021, Filip Majchrowicz est appelé pour la première fois avec l'équipe de Pologne espoirs. Il joue son premier match avec les espoirs lors de ce rassemblement, le 8 octobre contre la Hongrie. Il est titularisé et les deux équipes se neutralisent sur le score de deux partout.